# Pfarrkirche Mitterkirchen

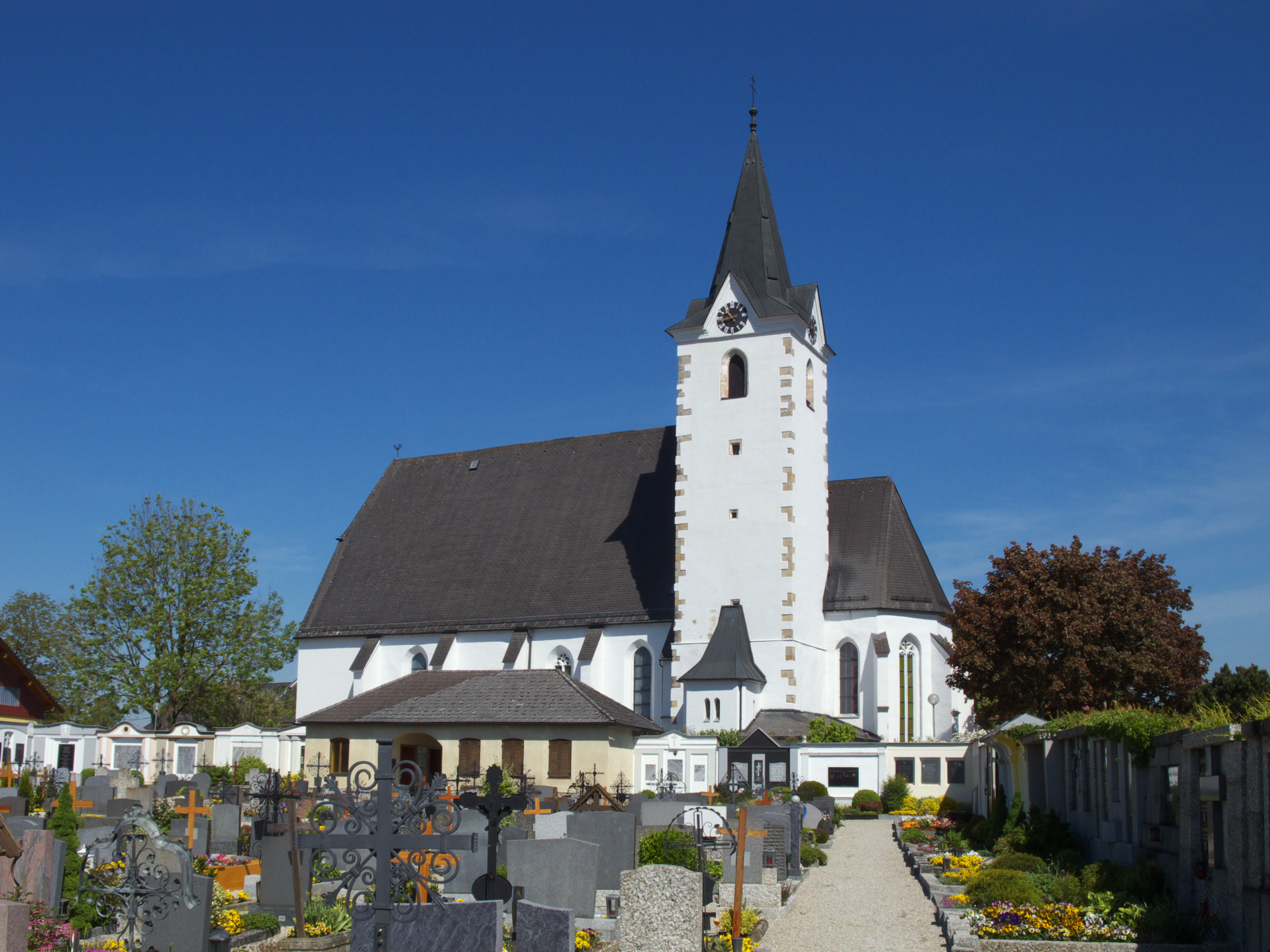
Pfarrkirche Mitterkirchen und Friedhof

Die römisch-katholische Pfarrkirche Mitterkirchen ist dem Heiligen Andreas geweiht und steht südlich des Marktplatzes und nördlich des Friedhofs in Mitterkirchen im Machland.
Die spätgotische dreischiffige und vierjochige Hallenkirche wurde aus Sandsteinquadern errichtet, die aus einem Steinbruch in Gassolding (GemeindeBaumgartenberg) stammen.
An der sockellosen Ostwand befinden sich romanische Mauerreste. Die einzelnen Gewölbeabschnitte des Netzrippengewölbes sind jeweils in mehrere Facetten zerlegt, deren Trennlinien von Steinrippen getragen werden.
Umfangreichere Renovierungsarbeiten erfolgten in den 1960er Jahren sowie nach dem Jahrhunderthochwasser 2002.

## Geographie
Das Kirchengebäude ist die Pfarrkirche der Pfarre Mitterkirchen, einer römisch-katholischen Pfarre im Dekanat Perg in der Region Mühlviertel in der für das Bundesland Oberösterreich zuständigen österreichischen Diözese Linz in der Kirchenprovinz Wien. Die unter der Pfarrnummer 4230 geführte Pfarre betreut 1.611 Katholiken, die sich auf das Gemeindegebiete von Mitterkirchen im Machland verteilen.
Zur Pfarre gehören im Wesentlichen die Ortschaften Am Bühel, Haid, Hart, Hofstetten, Kirchstetten und Loa in der Katastralgemeinde Hofstetten, die Ortschaften Gang, Hörstorf, Heinz-Lettner-Siedlung, Inzing, Langacker, Wörth und Weisching in der Katastralgemeinde Langacker sowie die Ortschaften Hütting, Kaindlau, Labing, Lehen, Mitterkirchen und Wagra in der Katastralgemeinde Mitterkirchen.
Die Pfarre ist Teil des Seelsorgeraumes Machland, dem die Pfarren Arbing, Baumgartenberg, Mitterkirchen und Naarn angehören.
Nachbarpfarren sind Arbing, Baumgartenberg, Naarn, Pergkirchen im Dekanat Perg sowie Sindelburg und Strengberg im Dekanat Amstetten in der Diözese Sankt Pölten.

## Geschichte

### Geschichte der Pfarre
Der Name des Ortes wurde häufig mit bei der mittleren Kirche übersetzt, wobei damit die Lage zwischen den bereits 823 in der Confirmatio Ludovici Pii erwähnten Kirchen in Saxen und Naarn gemeint sein könnten. Namensgebend könnte aber auch eine in der Rodungszeit geprägte Flurbezeichnung wie Mitterfeld gewesen sein.
In einer Urkunde aus 1111 ist ersichtlich, dass der Zehent von Mitterkirchen an das Stift Sankt Florian abzuführen war. 1147 widmete Otto von Machland die Pfarre Mitterkirchen dem von ihm gegründeten Kloster Säbnich, das später nach Waldhausen verlegt wurde. Mitterkirchen war von 1147 bis zur Aufhebung des Klosters 1785 Stiftspfarre des von Augustinerchorherren geführten Klosters. Die in dieser Zeit in Mitterkirchen tätigen Priester waren durchwegs Ordensleute. Wegen des allgemeinen Priestermangels wurden zeitweilig Pfarren zusammengelegt und Mitterkirchen gehörte von 1606 bis 1626 gemeinsam mit Mauthausen, Perg, Schwertberg, Münzbach, Altenburg und Pergkirchen zur Pfarre Naarn.
Der Mitterkirchner Anton Lumetsberger wurde 1926 und der Mitterkirchner Josef Schachner 1956 zum Priester geweiht.

### Baugeschichte
Verschiedene am Gebäude angebrachte Jahreszahlen geben Hinweise auf das Alter der Kirche: Die Jahreszahl 1482 ist im äußeren Fenstergewände des ersten Südfensters eingemeißelt und gibt Anlass zur Annahme, dass die gotischen Wände mit den Fenstern aus dieser Zeit stammen. Zuvor dürfte die vorhandene Kirche während der Hussiteneinfälle ins Mühlviertel in den 1420er und 1430er Jahren sowie durch Überfälle des Wilhelm von Puchheim 1466 und Christoph von Liechtenstein 1477 weitgehend zerstört worden sein. Die Jahreszahl 1547 in den Langhausgewölben gibt einen Hinweis auf eine sehr lange Bauzeit.
Von der Ende des 19., Anfang des 20. Jahrhunderts durchgeführten Umgestaltung des Kirchenraums ist nur noch wenig sichtbar. U.a. wurden damals Hochaltar und Marienaltar vom Bildhauer Engelbert Westreicher gebaut und neue Kirchenfenster im Presbyterium sowie einige Statuen angeschafft.
1921 wurden an Stelle der im Ersten Weltkrieg 1917 abgelieferten Glocken ein neues Geläute erworben.

## Beschreibung

### Der Kircheninnenraum
1964/65 erfolgte eine Vergrößerung und Neuordnung der Kirche nach Entwürfen des Architekten Anton Zemann, wobei die Eingriffe in den alten Kirchenraum gering blieben und das mittelalterliche Raumgefüge erhalten werden konnte. Die baufälligen Seitenemporen aus Holz wurden entfernt. Im Erdgeschoß wurde eine Beicht- und Taufkapelle geschaffen. Der Volksaltar ist auch aus den Seitenschiffen einsehbar.
Im Presbyterium befindet sich ein von Alois Pössl aus Wels 1965 restauriertes Kruzifix aus der Zeit um 1700. Hauptaltar und Ambo wurden anlässlich der Renovierung 1965 aus Neuhauser Granit angefertigt. Die sechs Bronzeleuchter des Altares, die zwölf Apostelkreuze und der Tabernakel hat Peter Dimmel entworfen. Im Altar befinden sich die ursprünglich im Hochaltar untergebrachten Reliquien des heiligen Kassian von Tignis. 1963 wurde eine Statue des Heiligen Andreas angeschafft, die der Barockschnitzer Johann Paterer aus Lienz in Osttirol in der zweiten Hälfte des 17. Jahrhunderts geschaffen hatte. Der von zwei unbekannten Meistern in der ersten Hälfte des 18. Jahrhunderts errichtete Marienaltar wurde von Alois Pössl restauriert und ergänzt. Die Statuen des Heiligen Paulus und des Heiligen Florian am Pfeiler der Westempore stammen aus der Barockeinrichtung der Kirche und sind etwa in der Mitte des 18. Jahrhunderts entstanden. Das an der Westwand aufgehängte Bild des Heiligen Nikolaus gehörte vermutlich zum barocken Hüttinger Altar. 1983 erhielt die Kirche einen vom Bildhauer Thomas Pühringer entworfene Kreuzwegstationen. Die Rundfenster der Taufkapelle wurden von Rudolf Kolbitsch konzipiert. Ebenfalls in der Taufkapelle befindet sich der Taufstein aus Rotmarmor aus dem Jahr 1480, der mit einem Bronzedeckel von Peter Dimmel ergänzt wurde. Die 1966 angekaufte Kreuzigungsgruppe stammt aus der Schwanthaler-Werkstätte und wurde um 1770 angefertigt und von Alois Pössl vervollständigt.

### Die Orgel
Die Orgel von Gottfried Seitz aus Linz-Doppl hat 15 Register und zwei Manuale mit mechanischer Traktur.

## Liste der Pfarrer von Mitterkirchen im Machland
Die Daten wurden von Josef Grafendeder erhoben und im Pfarrblatt Mitterkirchen sowie im Heimatbuch veröffentlicht:
- 1217, 1230 Chunradus (Testamentszeuge des Ulrich von Clam-Velburg)
- 1240 Herbordus
- 1413 Ueez (Utz)
- 1453, 1473 Friedrich Aichner
- 1482 Stefan Zeiler
- 1502 Pankraz Kripp
- 1532 Thomas Raudaschl
- 1586, 1590 Johann Bernklau
- 1597 Leonhart Hein
- 1653 M.G. († 31. Juli 1653)
- 1675 bis 1684 Andreas Wilhelm Petreius
- 1714 bis 1717 Johann Georg Stangl
- 1717 bis 1732 Franz Land(t)ersberger
- 1732 bis 1740 Franz Karl Löschenbrand
- 1740 bis 1749 Maximilian Labermayr
- 1749 bis 1750 Franz Josef Zeillinger († 4. November 1750 in Mitterkirchen)
- 1750 Flridus Thaddäus Frumbald (* 1722, † 31. August 1796 in Schwertberg), war letzter Propst des ehemaligen Stifts Waldhausen, Weggefährte des Grafen Thürheim in Schwertberg, mit dem er 1778 eine Reise nach Paris unternahm und dann als Propst resignierte, was die Auflösung des Stifts in Gang brachte
- 1750 bis 1757 Marcellinus Streittner
- 1757 bis 1768 Thaddäus Bitzenhofer (* 1717, † 31. Jänner 1768 in Mitterkirchen)
- 1768 bis 1779 Josephus Preglauer
- 1779 Aldobrand Ruemannstorffer
- 1779–1784 Bertrand Grosschopf
- 1784 bis 1789 Caesarius Regat
- 1789 bis 1802 Jakob Maximilian Heinzl
- 1802 bis 1821 Carl Steinhauser (* 1756 in Hohn am Berge, † 3. Dezember 1839 ebendort), er war der letzte Chorherr von Waldhausen, Träger der ihm von Kaiser Franz I. 1816 verliehenen Civilverdienstmedaille, er war zuvor u. a. Strafhausselsorger im ehemaligen Stift Baumgartenberg und Lokalpfarrer in Klam, sowie danach Pfarrer in Moosbach
- 1822 bis 1825 Lambert Mayrhofer (* 1753, † 24. Februar 1825 in Mitterkirchen)
- 1825 bis 1830 Ambros Spatz (* 1776 in Wels)
- 1831 bis 1842 Joseph Strohmayr († 6. August 1842 in Mitterkirchen)
- 1843 bis 1858 Lucas Schopper (* 1786 in Prachatiz, † 4. September 1858 in Mitterkirchen)
- 1859 bis 1861 Franz Zach (* 1800 in Oberplan, † 21. Mai 1861 in Mitterkirchen)
- 1861 bis 1885 Johann Haselgruber (* 1811 in Berg bei Rohrbach, † 31. Mai 1885 in Mitterkirchen)
- 1886 bis 1892 Friedrich August Imandt (* 4. Dezember 1838 in Düsseldorf, † 30. April 1905), war zuvor Pfarrer von Waldhausen und danach Pfarrer von Ebensee
- 1892 bis 1901 Josef Zöchbaur (* 27. August 1844 in Sarleinsbach, † 30. Juni 1909 in Urfahr)
- 1902 bis 1912 Johann Hartl (* 15. Juli 1860 in Bad Leonfelden, † 6. Mai 1929), Ehrenbürger der Gemeinden Langacker und Hofstetten, er war später von 1912 bis 1929 Pfarrer von Mondsee
- 1912 bis 1923 Franz Schimke (* 29. November 1866 in Brunn am Gebirge, † 6. Oktober 1923 in Mitterkirchen)
- 1924 bis 1934 Johann Ev. Bogner (* 27. Dezember 1862 in Wiesen, † 18. Mai 1949 in Mitterkirchen), zuvor war er Pfarrer von Arbing
- 1934 bis 1935 Gregor Weeser-Krell (* 4. März 1889 in Berlin, † 28. Oktober 1967 in Salzburg)
- 1935 bis 1939 Karl Haider (* 31. Dezember 1893 in Liebenau, † 3. Oktober 1978 in Gallspach), war danach Pfarrer in Königswiesen
- 1940 bis 1962 Karl Hahn (* 2. Juli 1904 in Liebenau, † 19. Dezember 1962 in Mitterkirchen)
- 1963 bis 1991 Josef Grafeneder, ist seit 1991 Pfarrer von Münzbach
- 1991 Vitus Kriechbaumer (* 1955 in Haag am Hausruck)